# Direction centrale de la police aux frontières
La Direction centrale de la police aux frontières (dal francese "Direzione centrale della polizia di frontiera", DCPAF) è un ramo della polizia nazionale francese responsabile del controllo dell'immigrazione e delle frontiere.

## Storia
Nel 1944 fu creata la sottodirezione della polizia aerea e di frontiera, dipendente dalla direction centrale des renseignements généraux.
Il 14 ottobre 1994, la Polizia aerea e di frontiera lascia il posto alla direzione centrale per il controllo dell'immigrazione e la lotta contro il lavoro illegale (DICCILEC).
Il 29 gennaio 1999, la direzione centrale della Polizia di frontiera (DCPAF) la succede.

## Missioni
Il DCPAF svolge diverse missioni:
- garantisce il rispetto dei testi relativi al traffico transfrontaliero;
- lotta all'immigrazione irregolare in tutte le sue forme (canali, industrie illegali che utilizzano manodopera straniera, dispensari per falsi documenti amministrativi);
- contribuisce alla sicurezza dei mezzi di trasporto internazionali;
- assicura missioni di polizia aeronautica (sicurezza generale di porti e aeroporti);
- contribuire all'effettivo allontanamento degli stranieri che soggiornano illegalmente in Francia.

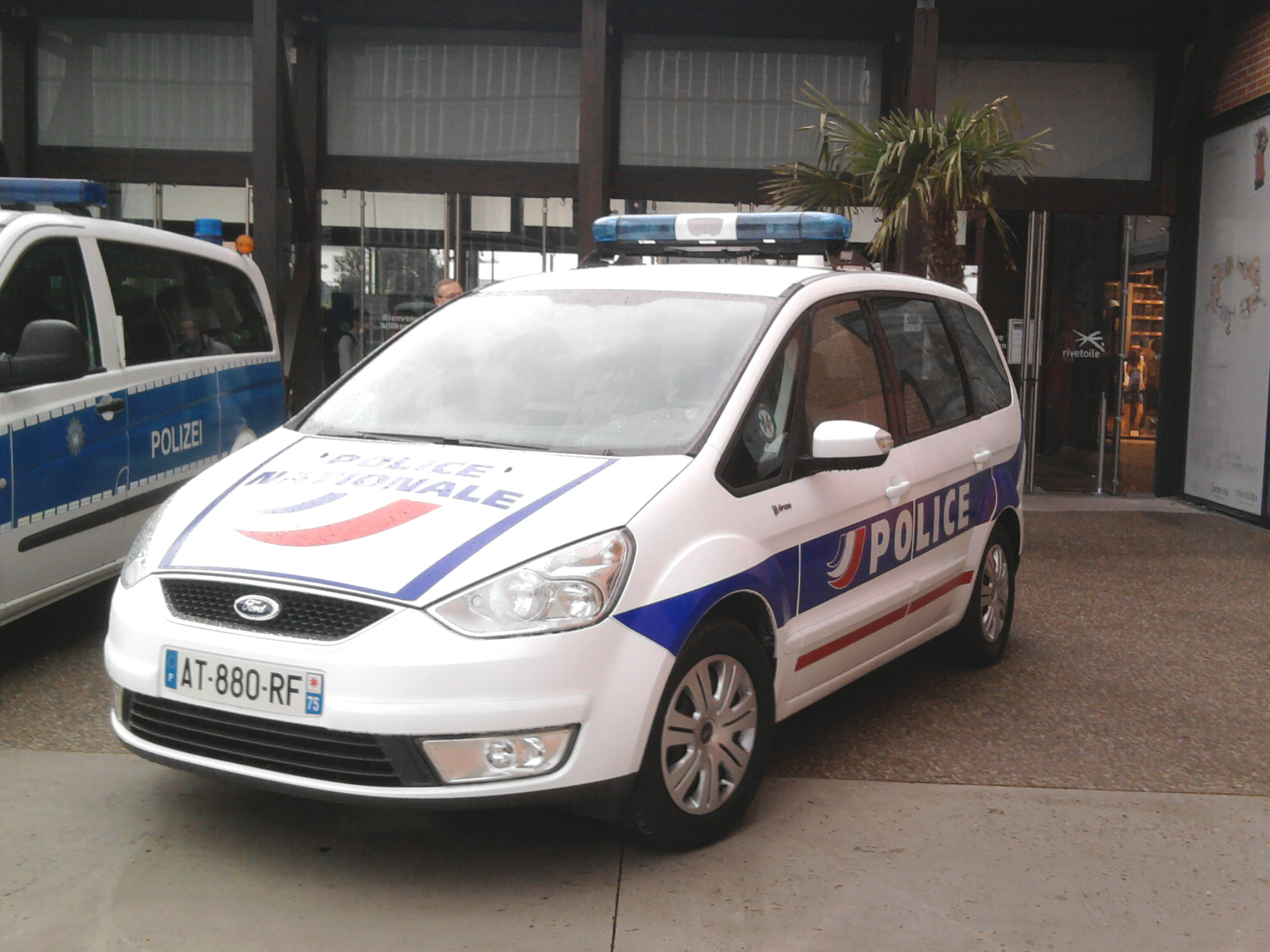
Veicolo della polizia di frontiera a Strasburgo (Ford Galaxy II)

## Organizzazione
Il DCPAF è diretto da un direttore centrale assistito da un vicedirettore centrale e comprende 2 diverse strutture:
- un livello centrale, composto da uno staff, un servizio e 3 sottodirezioni;
- un livello territoriale, costituito dalle direzioni zonali del DCPAF;

Nel 2013 il DCPAF contava 10.088 agenti.

### Livello centrale
Il livello centrale del DCPAF, guidato da un direttore centrale e da alti funzionari di polizia è composto da:
- uno staff;
- una sottodirezione per l'immigrazione irregolare e l'espulsione, a cui è annesso l'ufficio centrale per la repressione dell'immigrazione irregolare e l'occupazione degli stranieri senza titolo (OCRIEST) che coordina e guida l'attività svolta in quest'area dalle unità investigative (brigate mobili di ricerca - BMR) dei servizi decentralizzati;
- una sottodirezione delle risorse;
- una sottodirezione delle frontiere, responsabile in particolare del monitoraggio delle relazioni con l'agenzia europea per la gestione delle frontiere esterne degli Stati membri dell'Unione europea (FRONTEX);
- un dipartimento strategia e rischi;
- il servizio nazionale della polizia ferroviaria;
- l'unità di coordinamento operativo per la lotta al traffico e allo sfruttamento dei migranti;
- il coordinatore nazionale dei centri di cooperazione di polizia e doganale.

### Livello territoriale
Il DCPAF estende la sua azione su tutto il territorio nazionale della Francia metropolitana e oltreoceano grazie a una rete territoriale basata su 7 dipartimenti zonali. (DZPAF Nord, DZPAF Est, DZPAF Sud-Est, DZPAF Sud, DZPAF Sud-Ovest, DZPAF Ouest, DZPAF Antilles-Guyane), 2 dipartimenti aeroportuali (Orly e Roissy CDG / Le Bourget), 4 dipartimenti / territori d'oltremare (DPAF Nuova Caledonia, Polinesia francese, St Pierre e Miquelon e Mayotte), 45 dipartimenti dipartimentali (DDPAF), 7 brigate ferroviarie, 7 centri di analisi e gestione operativa, 10 brigate di polizia aeronautica. 15 centri di detenzione amministrativa sono sotto la sua responsabilità.
Nel campo della lotta contro tutte le forme di immigrazione irregolare organizzata (canali, lavoro illegale, assunzione di stranieri senza titolo, industrie per la produzione di documenti falsi, ecc.), Il sistema operativo del DCPAF è guidato dal OCRIEST così come le sue 44 brigate mobili di ricerca (BMR) e le sue 8 sezioni BMR, unità investigative con competenza giudiziaria zonale.

## Struttura degli esercizi
Nella Francia continentale, il DCPAF deve monitorare 7.660 chilometri di frontiera, di cui 2.940 terrestri (630 chilometri belgi, 690 chilometri spagnoli, 550 chilometri svizzeri, 500 chilometri italiani, 435 chilometri tedeschi, 75 chilometri lussemburghesi) e 4.720 marittimi; valichi di frontiera: 4 tunnel, 64 aeroporti internazionali, molti porti e alcune stazioni ferroviarie, ecc.